# Srbi u Crnoj Gori
Srbi u Crnoj Gori, odnosno crnogorski Srbi ili Srbi Crnogorci, dio su srpskog naroda s područja današnje Crne Gore i druga po brojnosti etnička skupina u ovoj državi. Prema popisu stanovništva iz 2023. godine, u Crnoj Gori živjelo je 205 370 pripadnika srpskog naroda, što je 32,93 % stanovništva. Dodatnih 1701 građana izjasnilo se kao Srbi-Crnogorci, dok se 1268 građana izjasnilo kao Crnogorci-Srbi, što čini ukupno 0,47 % stanovništva Crne Gore. Ukupno je 269 307 građana govorilo srpski kao materinski jezik, što čini 43,18 % crnogorskog stanovništva.

## Srpsko stanovništvo po općinama
Oni su apsolutna većina u pet i relativna većina u još četiri općine i čine manje od 20 % stanovništva u samo 7 od ukupno 25 općine u zemlji. Postotak Srba u općinama Crne Gore je sljedeći (popis 2023.):
- Plužine (74,46 %)
- Andrijevica (67,52 %)
- Pljevlja (66,41 %)
- Berane (59,82 %)
- Žabljak (52,64 %)
- Herceg Novi (48,34 %)
- Šavnik (46,85 %)
- Zeta (43,22 %)
- Bijelo Polje (43,13 %)
- Kolašin (42,10 %)
- Mojkovac (41,68 %)
- Budva (35,79 %)
- Danilovgrad (35,39 %)
- Kotor (35,12 %)
- Tivat (34,4 %)
- Nikšić (33,89 %)
- Podgorica (30,84 %)
- Bar (26,12 %)
- Plav (17,08 %)
- Ulcinj (5,00 %)
- Cetinje (4,82 %)
- Gusinje (2,77 %)
- Rožaje (2,56 %)
- Tuzi (1,99 %)
- Petnjica (0,95 %)

## Galerija
- Etnički sastav Crne Gore po naseljima 2011. godine
- Jezični sastav Crne Gore po naseljima 2011. godine